# Zaghouania oleae
Zaghouania oleae är en svampart som först beskrevs av E.J. Butler, och fick sitt nu gällande namn av George Baker Cummins 1960. Zaghouania oleae ingår i släktet Zaghouania och familjen Pucciniaceae.   Inga underarter finns listade i Catalogue of Life.